# Садовый (Минераловодский район)
Садо́вый — хутор в Минераловодском городском округе Ставропольского края.

## География
В 10 км к северо-востоку от Минеральных Вод.
Расстояние до краевого центра: 109 км.

## История
Основано в 1903 году как Гартенфельд (Gartenfeld, Садовый, также Гартен) как немецкое лютеранское село. Входило до 1917: Терская обл., Пятигорский (Георгиевский) окр., Пятигорская в.; в сов. период — Орджоникидзевский край, Минераловодский р-н. Лютеранский приход Пятигорска. Земли 736 дес. (1914). Нач. школа (1926). Колхоз им. Э. Тельмана.
7 августа 1915 года колония Гартенфельд переименована в хутор Садовый.
На 1 января 1983 года хутор Садовый входил состав в Левокумского сельсовета (с центром в селе Левокумка), находившегося в подчинении Минераловодского горсовета:30.
До 28 мая 2015 года входил в упразднённый Левокумский сельсовет.

## Население
| 1925 | 1989  | 2002  | 2010  | 2014  | 2021  |
| ---- | ----- | ----- | ----- | ----- | ----- |
| 184  | ↗1073 | ↗1220 | ↗1378 | ↗1500 | ↘1200 |

По данным переписи 2002 года в национальной структуре населения хутора преобладают русские (90 %).

## Образование
- Детский сад № 17 «Ягодка»[11]. Открыт 28 сентября 1980 года как детский сад-ясли совхоза «Овощевод»[12]
- Средняя общеобразовательная школа № 15[13]. Открыта 1 сентября 1995 года[12]

## Экономика
- Винзавод «Минеральные Воды»